# Lluís Marià Vidal i Carreras
Lluís Marià Vidal i Carreras (Barcelona, 6 de juny de 1842 - 10 de gener de 1922) fou enginyer de mines, geòleg, fotògraf pioner i president del Centre Excursionista de Catalunya, de l'Ateneu Barcelonès i de la Reial Acadèmia de Ciències i Arts de Barcelona.

## Biografia
Va néixer a Barcelona i va ser batejat a l'església de Santa Maria del Pi. Era fill de l'advocat de la Reial Audiència de Barcelona, Marià Vidal i Merli, natural de Cardona, i de Maria Paula Carreras i Pahissa, natural de Piera. Entre els seus avantpassats hi havia uns quants metges i apotecaris. L'interès familiar per les ciències i el contacte amb les mines de Cardona durant les seves estades quan era nen, varen determinar la seva vocació professional.
Va estudiar batxillerat a l'institut Balmes de Barcelona, on també va preparar –a l'escola d'Enginyers Industrials– el seu accés a la Universitat de Mines de Madrid. Va compartir estudis amb Lucas Mallada i Enrique Naranjo de la Garza i durant aquesta estada, a banda de la geologia, s'interessà també per la paleontologia i la prehistòria. Va treballar en pràctiques a les mines de Linares (Andalusia) i Almadén (Castilla-La Mancha). Va ingressar al cos de mines de l'estat el 27 de juliol de 1866 i fou destinat al servei de la província de Terol.
El 1881 fou nomenat enginyer en cap del districte de mines de Girona. El 1883 dirigí la secció de mines de la Societat del Ferrocarril i Mines de Sant Joan de les Abadesses. El 1888 Vidal fou destinat a la província de Lleida com a responsable dels recursos miners i l'any 1903 va ser nomenat Cap del districte miner de la província de Barcelona. Entorn de 1909 dirigí la Comisión del Mapa Geológico de España.
El 13 d'octubre de 1890 es casà amb Dolors de Gomis i de Portolà, nascuda a Agullana (Alt Empordà), població amb la qual sempre quedà vinculat. N'enviudà el 8 de novembre de 1901.
Prengué part en el VIIIè Congrés Geològic Internacional de 1900 a París, el 1910 al Xè Congrés a Estocolm, juntament amb Ramón Adán de Yarza, i el 1913 al Congrés Prehistòric de França a Lons-le-Saunier.
Fou nomenat acadèmic numerari de la Reial Acadèmia de Ciències i Arts de Barcelona el dia 1 d'abril de 1879 i després d'ocupar-ne diferents càrrecs, en fou el president del 1910 a 1912. Va ser president de l'Ateneu Barcelonès durant el mandat 1910-1911. Va morir a Barcelona el 10 de gener de 1922 i està enterrat al cementiri del Poblenou de la mateixa ciutat. Era oncle de l'enginyer i matemàtic Paulí Castells i Vidal.

## Obra
Es destacà com a autor d'estudis geològics dels Països Catalans, com Geología de la provincia de Lérida (1875), Reseña física y geológica de las islas de Ibiza y Formentera (1880), Cuenca carbonífera de la Seo de Urgel (1883) –en col·laboració amb Ernest Moliné i Brasés–, i d'un gran nombre d'opuscles sobre excursions per al Centre Excursionista de Catalunya, del qual fou membre destacat i president entre 1896 i 1900, període en el qual va impulsar l'excursionisme vinculat a l'interès per les ciències naturals i contribuí en les obres de construcció de diversos refugis de muntanya. L'any 1908, juntament amb Francesc Novelles i Norbert Font, fundà la Secció de Geologia i Geografia física del CEC, des d'on s'impulsaren estudis espeleològics.
Va ser pioner de la fotografia de muntanya. Sigui en desplaçaments professionals o en excursions per valls i serres, amb el CEC o per iniciativa personal, a partir de la dècada dels vuitanta del segle xix Lluís Marià Vidal enregistrà fotografies que es poden considerar les més antigues del sector sud dels Pirineus, i de la Vall d'Aran i d'Andorra. Ha deixat un fons fotogràfic de gran valor: poc més d'un miler de negatius en què captà plans generals de poblacions, serralades i passos de muntanya, circs i glaceres, cims pirinencs i també obres d'art i edificis remarcables, documentat amb els detalls tècnics, anotats en meticulosos quaderns de camp.

## Reconeixements
A petició del Ministeri de Foment, Ii fou concedida, el 1895, la distinció de Cavaller de l'Orde de Carles III. Alhora, el Ministeri d'Instrucció Pública de França el nomenà Officier d'Academie, així com la Société de Spéléologie, la Société Photographique du Haute-Saone i la Société d'étude des sciences naturelles de Béziers (SESNB) el nomenaren entre llurs membres.
Després de la seva jubilació, mentre continuava treballant amb els materials aplegats, moltes societats l'honoraren: el Club Montanyenc, el 1912, el declarà soci honorari; la Junta de Ciències Naturals de Barcelona el nomenà Vocal honorari vitalici; la Société Portugaise de Sciences Naturelles de Lisboa, membre corresponent; la Sociedad Ibérica de Ciencias Naturales li atorgà la seva medalla, i n'ocupà la presidència el 1917, la Institució Catalana d'Història Natural el tingué com a membre de govern i protector.
A Campmany (Alt Empordà) descobrí i catalogà un dolmen, i un petit menhir –el sepulcre megalític de la Vinya Munera–, del tercer mil·lenni abans de la nostra era. D'altra banda, el nom d'aquest geòleg va unit al de moltes espècies –plantes, protozous, insectes, equinoderms, mol·luscs...– que naturalistes d'arreu li han dedicat.
A conseqüència del mecenatge que ell havia exercit a la població, el dia 7 de juliol de l'any 1911 –deu anys després de la mort de la seva esposa– l'Ajuntament d'Agullana el nomenà fill adoptiu de la vila i, pocs dies després, el 15 de juliol, de nou la corporació municipal li reté un homenatge a casa seva.

Fotografies de Lluís Marià Vidal Carreras
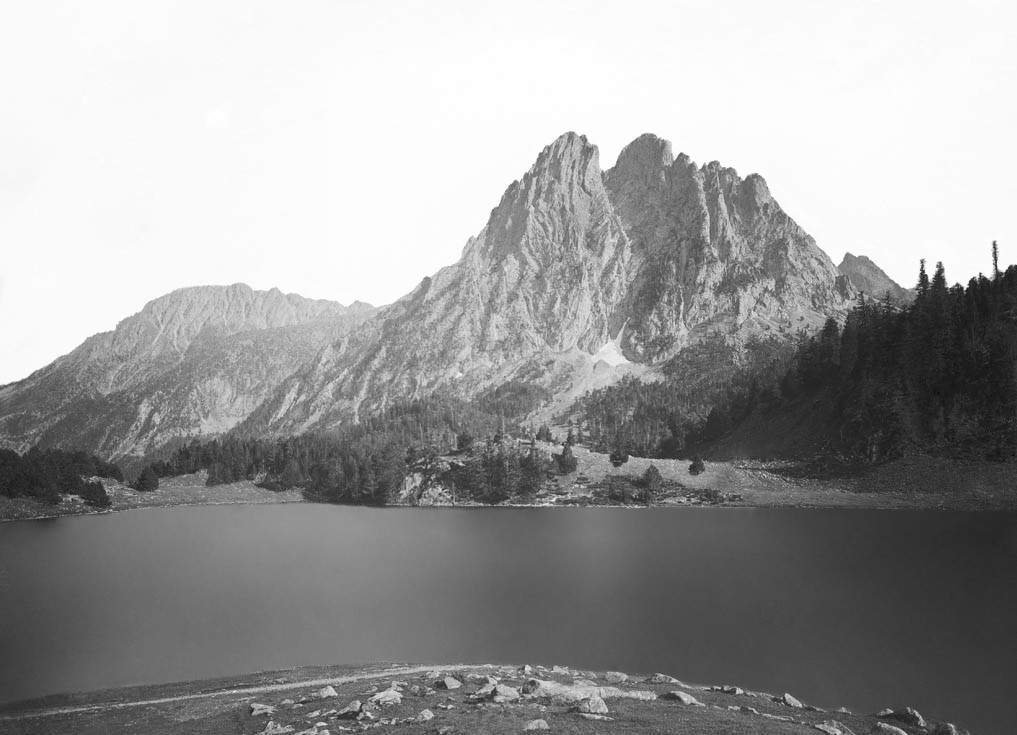
Estany de Sant Maurici i roca dels Encantats al fons. 9.08.1889
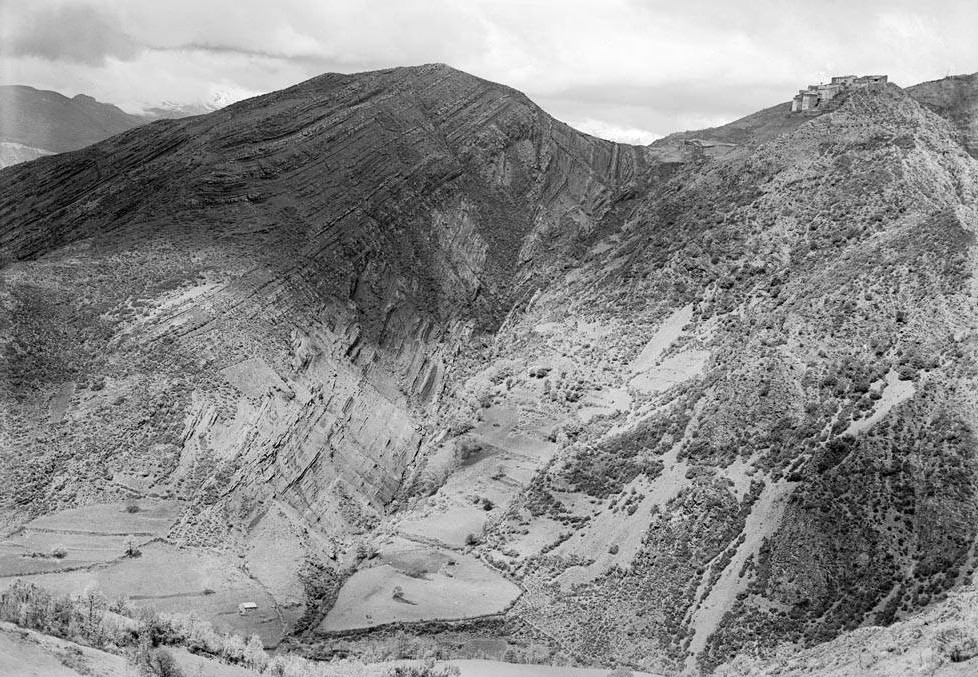
El poble d'Erillcastell voltat de muntanyes.
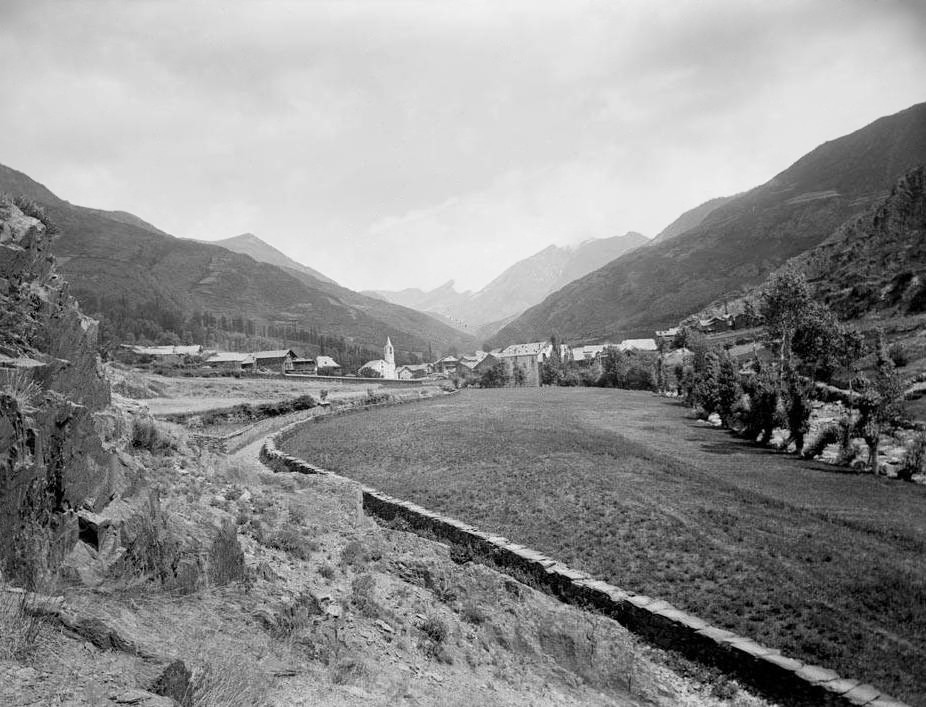
Isil vist des del camí d'Esterri. 19.07.1892
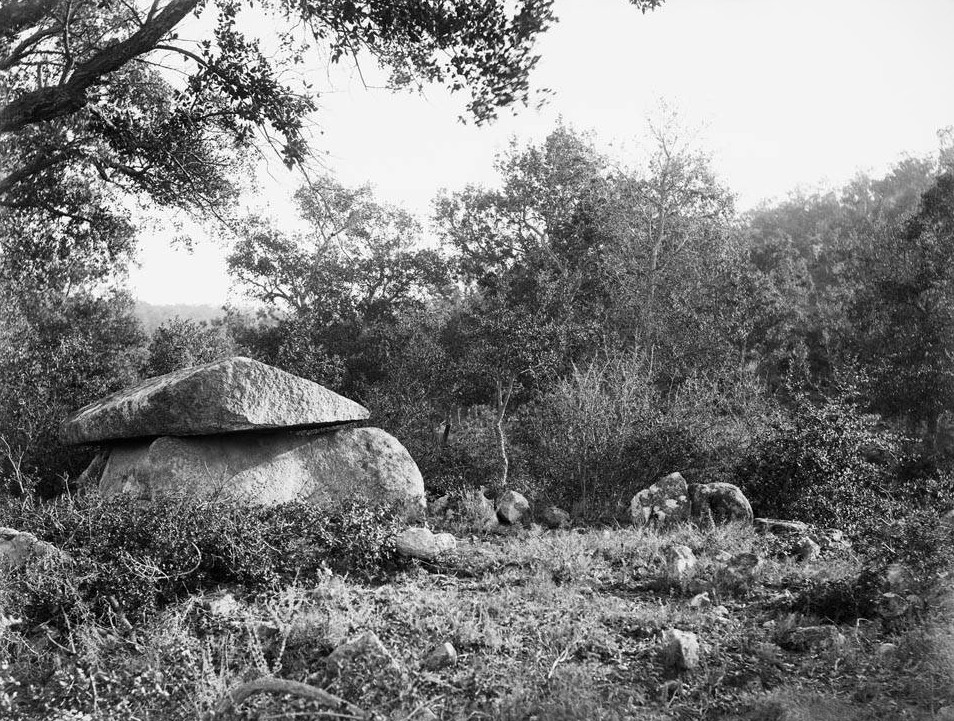
Dolmen de la pedra nova d'Agullana. 27.11.1891
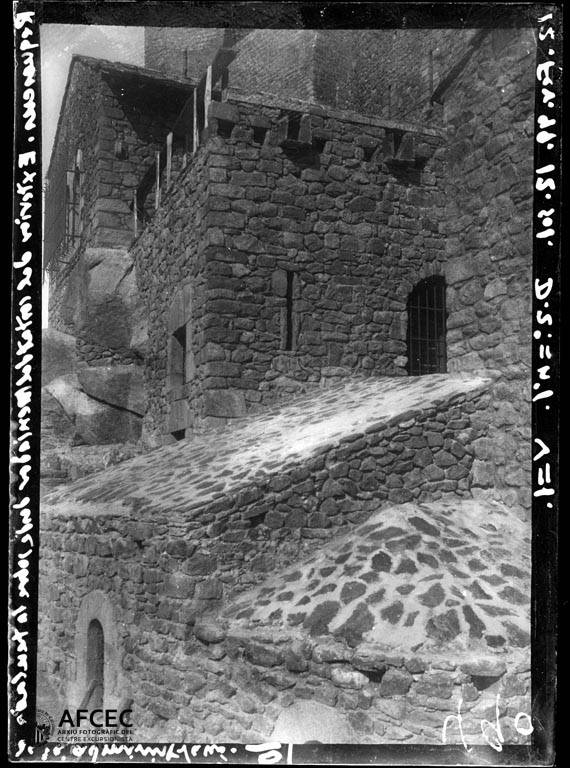
Detall del castell de Requesens. 12.02.1899